# New Delhi metallo-beta-lactamase 1

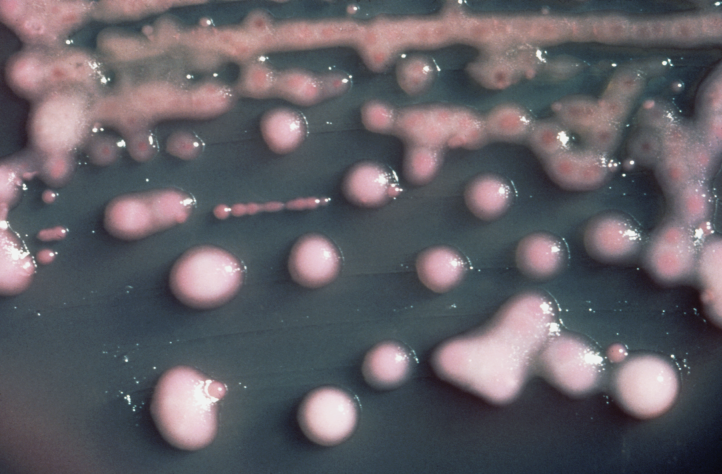
Klebsiella pneumoniae, vi khuẩn chứa NDM-1.

New Delhi metallico-beta-lactamase 1 (NDM-1)  là một loại enzyme giúp vi khuẩn kháng lại một loạt các kháng sinh beta-lactam. Chúng bao gồm các kháng sinh họ  carbapenem, là thuốc chủ yếu để điều trị các bệnh nhiễm trùng do vi khuẩn kháng thuốc kháng sinh. Gen cho NDM-1 là một thành viên của một họ gen lớn mã hóa enzyme beta-lactamase được gọi là carbapenemase. Vi khuẩn sản xuất carbapenemase thường được gọi trên các phương tiện truyền thông là " siêu vi khuẩn " vì nhiễm trùng gây ra bởi chúng rất khó điều trị. Những vi khuẩn như vậy thường chỉ nhạy cảm với polymyxin và tigecycline.
NDM-1 lần đầu tiên được phát hiện trên một chủng Klebsiella pneumoniae từ một bệnh nhân Thụy Điển gốc Ấn Độ năm 2008. NDM-1 sau đó đã được phát hiện ở vi khuẩn ở Ấn Độ, Pakistan, Vương quốc Anh, Hoa Kỳ, Canada, và Nhật Bản.
Các vi khuẩn phổ biến nhất tạo ra enzym này là vi khuẩn gram âm như Escherichia coli và Klebsiella pneumoniae, nhưng gen cho NDM-1 còn có thể lây lan từ một chủng vi khuẩn này sang một chủng khác qua cơ chế chuyển gen ngang.

## Chức năng enzyme

Công thức sơ đồ của carbapenem.

Carbapenems là một nhóm kháng sinh beta-lactam có khả năng tiêu diệt hầu hết các vi khuẩn bằng cách ức chế sự tổng hợp của một trong các lớp vách tế bào của chúng. Các carbapenem được phát triển để vượt qua tình trạng kháng kháng sinh qua trung gian bởi các enzyme beta-lactamase của vi khuẩn. Tuy nhiên, gen blaNDM-1 tạo ra NDM-1, một loại carbapenemase beta-lactamase - một loại enzyme thủy phân và làm bất hoạt các kháng sinh carbapenem này.
Carbapenemase là cơ chế kháng thuốc đặc biệt nguy hiểm, vì chúng có thể làm bất hoạt một loạt các loại kháng sinh khác nhau. Enzym NDM-1 là một trong những loại metallico-beta-lactamase loại B; các loại carbapenemase khác là beta-lactamase loại A hoặc loại D. (Klebsiella pneumoniae carbapenemase Lớp A (KPC) hiện là carbapenemase phổ biến nhất, trong đó lần đầu tiên được phát hiện ở North Carolina, Hoa Kỳ, vào năm 1996 và kể từ đó đã lan rộng trên toàn thế giới. Một bài báo đã nên vấn đề đáng quan ngại: Enterobacteriaceae sản xuất KPC đang trở nên phổ biến ở Hoa Kỳ.)
Tính kháng do gen blaNDM-1 khiến vi khuẩn mang gen trong  vật chủ của con người, vì vi khuẩn ít cạnh tranh với các quần thể vi khuẩn nhạy cảm với kháng sinh (vi khuẩn nhạy cảm với kháng sinh sẽ bị tiêu diệt khi điều trị bằng thuốc kháng khuẩn ban đầu). 

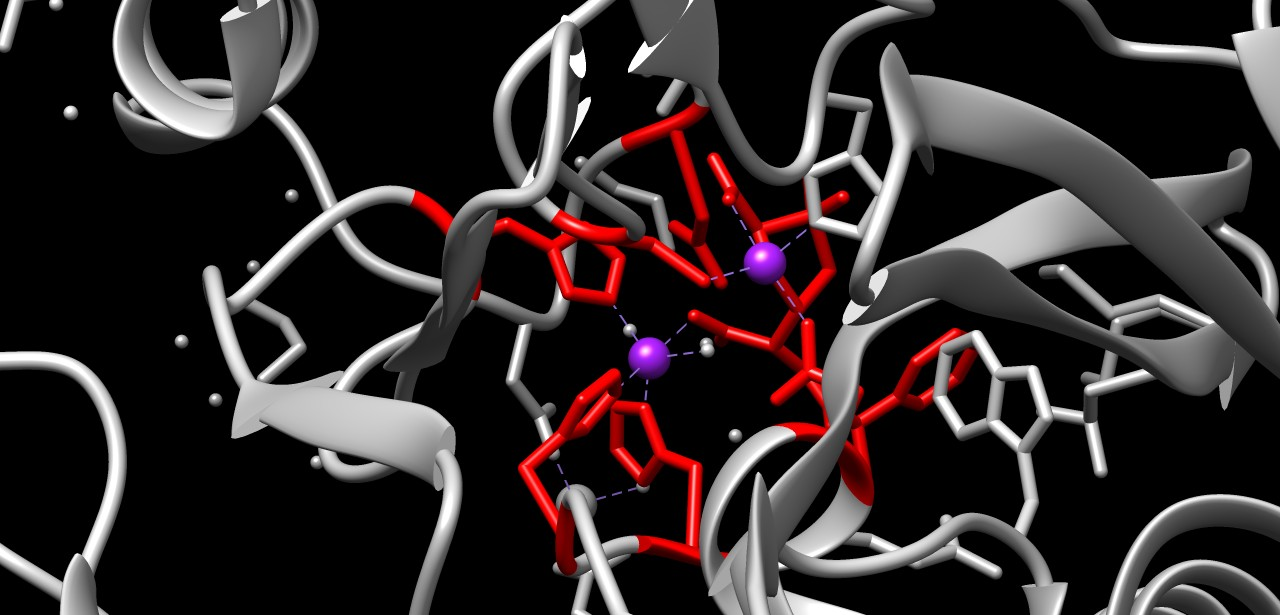
Hai ion kẽm có trong vị trí liên kết hoạt động

## Tử vong
Tử vong đầu tiên được báo cáo do vi khuẩn biểu hiện enzyme NDM-1 được ghi nhận vào tháng 8 năm 2010, khi một người đàn ông Bỉ bị nhiễm bệnh khi đang điều trị tại bệnh viện ở Pakistan đã chết mặc dù được tiêm colistin. Một bác sĩ tham gia điều trị cho biết: "Anh ấy bị tai nạn xe hơi trong chuyến đi tới Pakistan. Anh ta phải nhập viện với một vết thương ở chân và sau đó được hồi hương về Bỉ, nhưng anh ta đã bị nhiễm bệnh ". Trong một trường hợp khác, một công dân Ấn Độ, đã chết trong bệnh viện vì nhiễm trùng.